# Европейское лечение
«Европе́йское лечение» (англ. European Rest Cure; альтернативный вариант перевода — «Лечение по-европейски») — немой короткометражный комедийный фильм Эдвина Стэнтона Портера. Фильм рассказывает об американце, который по итогам лечения в Европе получил довольно смешные результаты. В фильме больше всего прославились кадры с видом на море. Премьера состоялась в США в сентябре 1904 года.

## Сюжет
Американец отправляется в путешествие в Европу. Сначала он едет в Ирландию, где терпит неудачу, затем — в Париж, но там будучи пьяным устраивает скандал. Далее он путешествует по Альпам и в Италии, отставая от группы туристов, попадает в руки разбойников. Приехав в Египет, он взбирается на Египетские пирамиды, потом едет на грязевые курорты в Германии, и, наконец, возвращается обратно.

## Интересные факты
- Фильм начинается с прибытия в Европу.
- «Европейское лечение» — старейший сохранившийся американский фильм, содержащий интертитры (кадры с текстом — например, с репликами персонажей или иной сюжетной информацией)[1].
- Это один из первых фильмов, где был использован поворот камеры.